# 이창재 (영화 감독)
제일기획, 삼성영상사업단을 거쳐 시카고 아트인스티튜트에서 영화 석사 과정을 마치고 2004년부터 중앙대 첨단영상대학원 영상학과 교수로 재직 중이다. 2003년 장편다큐＜EDIT＞으로 야마카타영화제, 라이프치히국제영화제 및 뉴욕현대미술관에 초청받았고, 전주국제영화제와 테살로니카영화제 등에 초청된 <사이에서>와 <길위에서><노무현입니다>는 각각 당해 다큐 최고흥행작으로 기록되었다. 제40주년 부마민주항쟁국가기념식을 총감독하기도 했다.